# Pivovar Broumov
Pivovar Broumov («Пивовар Броумов») — Чешская пивоваренная компания, производящая светлое, тёмное и полутёмное пиво. Является самой старой компанией из расположенных в Чехии, а также одной из самых старых в Европе.

## История
Компания начала заниматься пивоварением в 1348 году. Нынешняя пивоварня располагается на месте первоначальной в Бенедиктинском монастыре, Броумове, основанная в 1712 году. Упоминания о местной монастырской пивоварне существуют с конца XVII века.
После Второй мировой войны был построен новый варочный цех и начался розлив. С 1994 года работает новый завод по розливу, и мог хранится в бочках из нержавеющей стали. На фестивале пива в Милеве полутёмные праздничные дрожжи 17 % получили серебряную корону за лучшее пиво.

## Современность
На данный момент это старейшая пивоварня, расположенная на территории Чехии.
Солод для производства пива делается в собственной классической солодовне, также используется хмель и пивные дрожжи мирового класса. Вода, необходимая для производства пива, берется из их собственных артезианских скважин, глубина которых составляет 38 метров. В непосредственной близости от пивоварни находится пруд площадью примерно 0,75 гектара. В настоящее время он служит для подачи воды в технологическую часть пивоварни. В прошлом его использовали в зимнее время для получения льда, используемого для охлаждения при производстве пива.

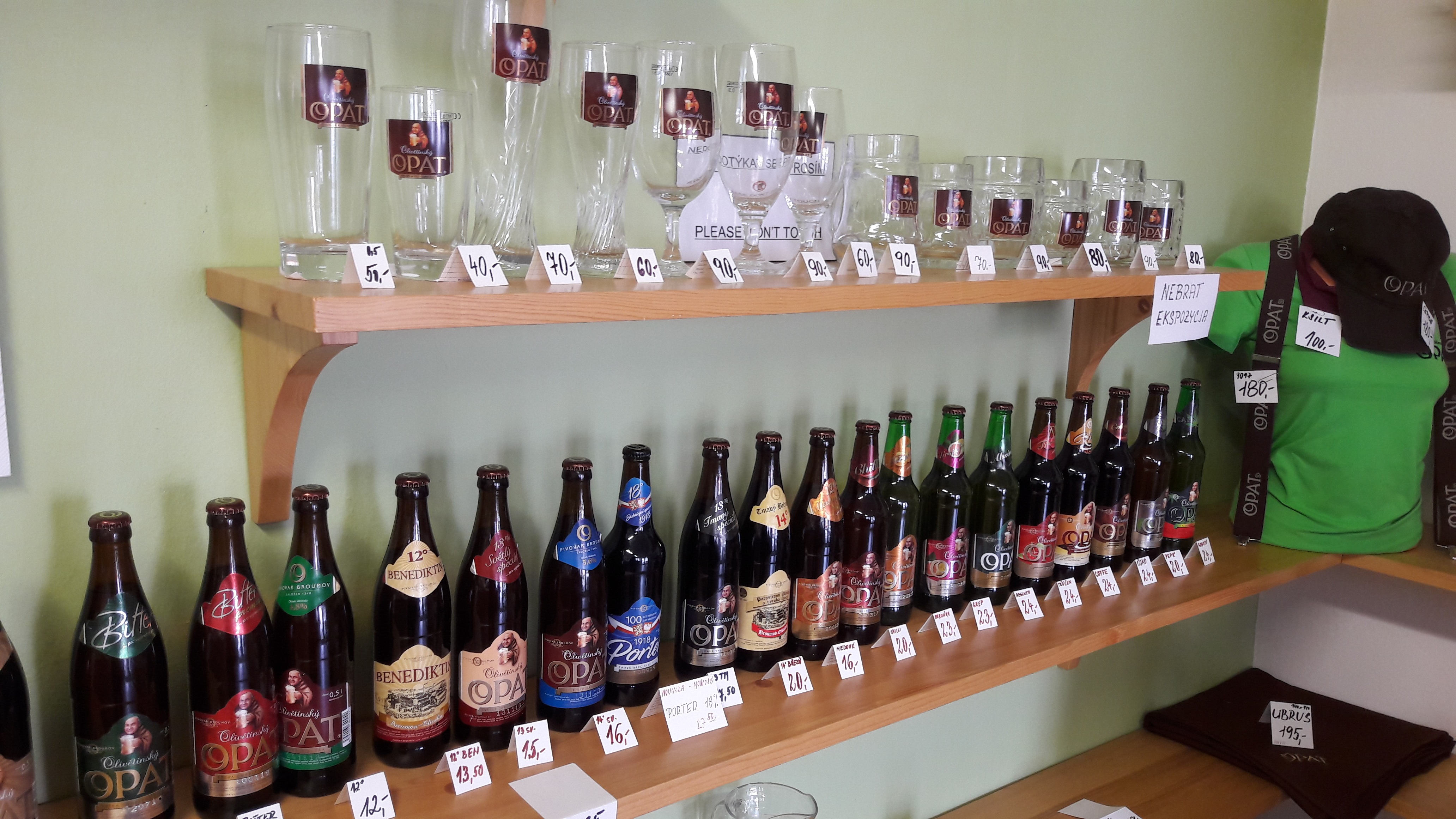
Ассортимент продукции

Пивоварня известна тем, что сохраняет все классические производственные процессы. Производит широкий ассортимент пива, продаваемого под марками Olivětínský Opat, Benedictine и a Rotter. 
Предлагает светлое, полутёмное и тёмное пиво, а также постоянные и меняющиеся специальные пивные предложения. В дополнение к стандартному ассортименту фильтрованного пива предлагает своим клиентам уникальный ассортимент нефильтрованного пива. В нем, помимо классического ассортимента , представлены также ароматизированные сорта пива. Ассортимент пива и сувениры пивоварни предлагает фирменный магазин, расположенный на территории пивоварни.